# Adrian Schultheiss
Adrian Alexander Konstantin Schultheiss (ur. 11 sierpnia 1988 w Kungsbacka) – szwedzki łyżwiarz figurowy. Mistrz kraju z 2006 roku i mistrz Skandynawii z tego samego roku. Pierwszy Szwed, który wygrał zawody z cyklu juniorskiego Grand Prix. Dokonał tego w 2005 roku w Zagrzebiu.

## Kariera
Zaczął jeździć na łyżwach w wieku 3 lat. Do 2008 startował w konkurencjach juniorskich, jednakże już w 2005 występował w zawodach seniorskich. W 2008 zajął szóste miejsce w mistrzostwach Europy, a w mistrzostwach świata w tym samym roku był 13. Wystartował w Igrzyskach Olimpijskich 2010 w Vancouver, gdzie zajął 15. miejsce. W 2010 wystartował z Jewgienijem Lutkowem w Skate America i rozpoczął współpracę z Johanną Dahlstrand i Marią Bergqvist. W ramach przygotowań do następnego sezonu Skate America, Schultheiss spędził osiem tygodni w stanie Delaware ze swoją trenerką Priscillą Hill. Z powodu kontuzji nie wystartował w Mistrzostwach Szwecji 2011/2012. Najczęściej trenuje w Göteborgu i Vierumaki. Mieszka w Stenkullen.